# Rejon lubomelski
Rejon lubomelski (ukr. Любомльський район) – były rejon obwodu wołyńskiego Ukrainy.
W II RP istniał powiat lubomelski o powierzchni 2054 km². Rejon został utworzony w 1939, jego powierzchnia wynosiła 1481 km², a ludność rejonu liczyła ponad 39000 osób.
Na terenie rejonu znajdowały się: jedna miejska rada, jedna osiedlowa rada i 22 silskie rady, obejmujących w sumie 68 miejscowości. Siedzibą władz rejonowych był Luboml.

## Miejscowości rejonu lubomelskiego
- Babacie (Бабаці)
- Bereźce (Бережці)
- Bilicz (Біличі)
- Boremszczyzna (Боремщина)
- Borki (Бірки)
- Borowa (Борове)
- Budniki (Будники)
- Chworostów (Хворостів)
- Czarnoplesy (Чорноплеси)
- Czeremoszna Wola (Черемошна Воля)
- Czmykos (Чмикос)
- Grochowiska (Гороховище)
- Hołowno (Головне)
- Horodno (Городнє)
- Humeńce (Гуменці)
- Hupały (Гупали)
- Huszcza (Гуща)
- Jasne (Ясне)
- Kocury (Коцюри)
- Krasnowola (Красноволя)
- Kruszyniec (Крушинець)
- Kuśniszcze (Куснища)
- Leśniaki (Лисняки)
- Luboml (Любомль)
- Łokutki (Локутки)
- Masłowiec (Масловець)
- Maszów (Машів)
- Miłowanie (Миловань)
- Mosur (Мосир)
- Mszaniec (Мшанець)
- Nowouhruskie (Новоугрузьке)
- Nudyże (Нудиже)
- Olesk (Олеськ)
- Opalin (Вишнівка)
- Ostrówki
- Pidlissia (Підлісся)
- Poczapy (Почапи)
- Podhorodno (Підгородне)
- Połapy (Полапи)
- Przyrzecze (Приріччя)
- Pustynka (Пустинка)
- Radziechów (Радехів)
- Równo (Рівне)
- Ruda (Руда)
- Rymacze (Римачі)
- Silno (Сильне)
- Skiby (Скиби)
- Skrypica (Скрипиця)
- Smolary Rogowe (Рогові Смоляри)
- Smolary Stoleńskie (Столинські Смоляри)
- Sokół (Сокіл)
- Starowojtowe (Старовойтове)
- Sztuń (Штунь)
- Terechy (Терехи)
- Werbiwka (Вербівка)
- Wiszniów (Вишнів)
- Władynopol (Ладинь)
- Wola Ostrowiecka
- Wólka Podhorodeńska (Вілька-Підгородненська)
- Wydźgów (Вижгів)
- Wygnanka (Вигнанка)
- Wysock (Висоцьк)
- Wyżówka (Високе)
- Zabłocie (Заболоття)
- Zabuże (Забужжя)
- Zaczernecze (Зачернеччя)
- Zaglinki (Глинянка)
- Zajezierze (Заозерне)
- Zamłynie (Замлиння)
- Zapole (Запілля)
- Zastawie (Застав'є)
- Zgorany (Згорани)